# Neokochia californica
Neokochia californica är en amarantväxtart som först beskrevs av Sereno Watson, och fick sitt nu gällande namn av G. L. Chu och S. C. Sand. Neokochia californica ingår i släktet Neokochia och familjen amarantväxter. Inga underarter finns listade i Catalogue of Life.